# SPKM
SPKM (англ. The Simple Public-Key GSS-API Mechanism — простой механизм GSS-API на основе инфраструктуры с открытым ключом) — сетевой протокол, обладающий инфраструктурой с открытым, а не симметричным ключом. Протокол применяется для аутентификации, формирования ключей, сохранения целостности и конфиденциальности данных.

## История и причины появления
В сентябре 1993 года была опубликована первая версия GSS-API, и к этому же времени появляется механизм Kerberos V5. Но несмотря на то, что Kerberos 5 стал широко используемым, устоявшимся во многих системах протоколом, в некоторых приложениях было необходимо иметь GSS-API, построенный на инфраструктуре с открытыми, а не симметричными ключами. Это привело к созданию Карлайлом Адамсом (Carlisle Adams) в октябре 1996 года протокола SPKM (его первых двух разновидностей). Однако, при создании в 2000 году NFSv4 возникла проблема взаимной аутентификации и создания защищённого канала между анонимным пользователем и сервером, что привело к появлению SPKM-3.

## Особенности протокола
- Протокол дает возможность использовать как одностороннюю, так и взаимную (двустороннюю) аутентификацию без использования меток доверенного времени. Это позволяет даже системам, не имеющим доступа к доверенному времени, тем не менее пользоваться безопасной проверкой подлинности.
- Также протокол использует идентификаторы алгоритмов для согласования алгоритмов, используемых общающимися сторонами, что делает его достаточно гибким при использовании в разных средах и по отношению к будущим изменениям в алгоритмах.
- Разрешает использование электронных подписей, основанных на асимметричных алгоритмах, а не контрольную сумму целостности, использующую MAC, полученный с помощью симметричного алгоритма (например, DES).
- SPKM поддерживает возможность инициатора остаться неизвестным в то время как целевой пользователь аутентифицирован, это желательная (или необходимая) опция аутентификации в некоторых средах.
- Управление ключами, используемое в данном механизме подразумевает совместимость как с X.509, так и с PEM.
- В процессе установления соединения в протоколе возможна полная договорённость сторон по алгоритмам конфиденциальности и целостности данных, алгоритмам создания ключей. В результате среда может поддерживать любое число взаимосогласованных, конфиденциальных и целостных алгоритмов, которые могут быть выбраны приложением свои на каждое сообщение, в зависимости от индивидуальных требований по защите.
- Форматы данных и процедуры SPKM и Kerberos схожи друг с другом, что упрощает внедрение SPKM в среде, использующей протокол Kerberos.[5]

Из выше перечисленных свойств следует, что SPKM обладает гибкостью и функциональностью, без излишней сложности и накладных расходов на внедрение. Так как SPKM соответствует GSS-API, то он может быть использован приложением в качестве альтернативного сетевого протокола безопасности (например вместо Kerberos).

## Обзор
Описание общего программного интерфейса служб безопасности (GSS-API), согласно можно разделить на 2 части:
- Документы, определяющие конкретные привязки параметров для конкретных языковых сред.
- Документы, определяющие форматы маркеров[7], протоколов и процедур, которые будут исполняться в процессе реализации сервисов GSS-API над конкретными механизмами безопасности.

SPKM является примером последнего типа документов, и поэтому называется «GSS-API механизм». Этот механизм обеспечивает проверку подлинности, создание ключей, целостность данных, и конфиденциальность данных в распределённых приложениях в режиме онлайн, с использованием инфраструктуры открытых ключей. SPKM может быть использован, как замена любому другому приложению, использующему службы безопасности через GSS-API вызовы (например, приложение, которое уже использует Kerberos GSS-API). Использование инфраструктуры открытых ключей позволяет использовать электронные подписи для поддержания невозможности отказа от авторства при обмене сообщениями, а также предоставляет другие преимущества, такие как масштабируемость для больших групп пользователей.
Маркеры, определённые в SPKM, предназначены для использования прикладными программами в соответствии с рабочей парадигмой GSS-API. Она работает следующим образом. Обычно GSS-API вызывается сетевым протоколом (или приложением его использующим) для того, чтобы защитить соединение с помощью аутентификации, служб обеспечения конфиденциальности и/или целостности данных. При вызове GSS-API протокол (приложение) принимает маркеры, предоставленные ему своей (локальной) реализацией GSS-API (то есть GSS-API механизмом), и передаёт маркеры на удалённую систему, на том конце происходит получение маркера и его дальнейшая обработка уже своим GSS-API механизмом. Таким образом, GSS-API сам по себе не обеспечивает сервисов безопасности, вместо этого он обеспечивает интерфейс между приложениями и реализациями GSS-API (механизмами). А они в свою очередь обеспечивают совместимый с GSS-API интерфейс, позволяя создавать приложения, способные работать с разными механизмами безопасности; позволяя заменять механизмы без необходимости переписывать приложения.

## Алгоритмы
Для того чтобы обеспечить хотя бы минимальную совместимость между различными реализациями SPKM, один из алгоритмов целостности был сделан обязательным (MANDATORY), а все остальные алгоритмы и примеры поддерживаются различными реализациями опционально, некоторые алгоритмы также обозначены как рекомендуемые (RECOMMENDED), это сделано для увеличения совместимости.
В протоколе SPKM используются следующие алгоритмы:
- Целостности данных — I-ALG
- Конфиденциальности — C-ALG
- Образования ключа — K-ALG
- Получения подключей — O-ALG

### Алгоритмы целостности данных
Используются, чтобы убедиться, что данные не были изменены третьей стороной. В зависимости от алгоритма, может обеспечивать также достоверность и невозможность отказа от авторства сообщения.
В качестве примеров могут использоваться следующие алгоритмы (ниже указаны идентификаторы алгоритмов):
```
md5WithRSAEncryption OBJECT IDENTIFIER ::= {

          iso(1) member-body(2) US(840) rsadsi(113549) pkcs(1)
          pkcs-1(1) 4        //заимствовано из 
PKCS#1

        }
```

Данный алгоритм является обязательным (MANDATORY) для SPKM. Он обеспечивает целостность и подлинность данных, а также невозможность отказа от авторства, вычисляя электронную RSA подпись на основе MD5 хеш-функции. Так как на данный момент этот алгоритм является единственным обязательным алгоритмом проверки целостности и подлинности, то для обеспечения взаимодействия было также предусмотрено, чтобы md5WithRSA был алгоритмом подписи всех маркеров установления соединения, в которых целостность проверяется с помощью подписи, а не на основе MAC. Возможно в будущем появятся и другие обязательные алгоритмы, и тогда это условие, накладываемое на маркеры исчезнет.
```
DES-MAC OBJECT IDENTIFIER ::= {

           iso(1) identified-organization(3) oiw(14) secsig(3) //хранит длину MAC в битах как целое число,
           algorithm(2) 10                                     //ограниченное кратными 8, от 16 до 64
        }                
```

Этот алгоритм является рекомендуемым (RECOMMENDED), целостность обеспечивается посредством использования MAC на основе DES.
```
md5-DES-CBC OBJECT IDENTIFIER ::= {

           iso(1) identified-organization(3) dod(6) internet(1)
           security(5) integrity(3) md5-DES-CBC(1)
        }
```

Здесь целостность данных обеспечивается шифрованием на основе DES-CBC и «замешанного» MD5-хеширования. Это на практике быстрее, чем вычисление DES-MAC, если входные данные малы (порядка нескольких байт). Заметим, что без «замешивания» стойкость целостности механизма не более или равна стойкости DES при атаке с известным открытым текстом.
```
sum64-DES-CBC OBJECT IDENTIFIER ::= {

           iso(1) identified-organization(3) dod(6) internet(1)
           security(5) integrity(3) sum64-DES-CBC(2)
        }
```

Данный алгоритм обеспечивает целостность данных посредством шифрования с помощью DES CBC. Конкатенация «замешанных» данных и суммы всех входных блоков данных (сумма вычисляется с помощью сложения по модулю 264 — 1). Таким образом, в этом алгоритме шифрование является необходимым условием обеспечения целостности данных.

### Алгоритмы конфиденциальности
Эти симметричные алгоритмы используются для шифрования данных для вызовов GSS-API : gss_seal() / gss_wrap().
Пример:
```
DES-CBC OBJECT IDENTIFIER ::= {

           iso(1) identified-organization(3) oiw(14) secsig(3)
           algorithm(2) 7 
        } 
```

Этот алгоритм является рекомендуемым (RECOMMENDED).

### Алгоритмы образования ключа
Используются для создания симметричного ключа используемого узлами во время соединения. Далее из этого ключа создаются подключи для алгоритмов целостности и конфиденциальности. Создание ключа проходит во время обмена аутентификациями по стандарту X.509, так что полученный симметричный ключ является аутентифицированным.
Примеры:
```
RSAEncryption OBJECT IDENTIFIER ::= {

          iso(1) member-body(2) US(840) rsadsi(113549) pkcs(1)
          pkcs-1(1) 1        // заимствовано из PKCS#1 и 
RFC-1423

        }
```

В этом обязательном (MANDATORY) алгоритме ключ соединения создаётся его инициатором с помощью открытого RSA ключа цели и посылается ей. Цели, в свою очередь, не обязательно отвечать, чтобы ключ был создан.
```
dhKeyAgreement OBJECT IDENTIFIER ::= {

          iso(1) member-body(2) US(840) rsadsi(113549) pkcs(1)
          pkcs-3(3) 1
       }
```

В этом примере ключ создаётся обоими узлами с использованием алгоритма Диффи-Хеллмана. Таким образом, цель должна ответить инициатору для установления соединения (следовательно, этот алгоритм не может быть использован с односторонней аутентификацией в SPKM-2).

### Односторонняя функция для алгоритма получения подключей
Создав ключ соединения с помощью K-ALG, узлы должны получить набор подключей для алгоритмов конфиденциальности и целостности. Для этого используются односторонние функции. Пусть перечень принятых алгоритмов конфиденциальности пронумерован последовательно, то есть первому алгоритму (алгоритму по умолчанию) присвоен номер 0, второму — номер 1 и так далее. Пусть список алгоритмов целостности пронумерован таким же образом. Наконец, пусть ключ соединения будет двоичной строкой произвольной длины M, с учётом ограничений:
Битовая длина ключа соединения должна быть больше, чем наибольшая битовая длина подключей (C-ALG или I-ALG), и, в то же время, она ограничена сверху входными параметрами алгоритма формирования ключа (K-ALG).
Например, при использовании DES и 3-DES в алгоритмах конфиденциальности и DES-MAC в алгоритме целостности, ключ соединения должен составлять, по крайней мере, 112 бит. А при использовании 512-битного RSA, возможная длина составляет 424 бит (наибольший допустимый входной параметр RSAEncryption, описанный в PKCS#1). С другой стороны, при использовании алгоритма dhKeyAgreement, ключ соединения вычисляется по алгоритму Диффи-Хеллмана (за исключением старшего байта, который отбрасывается по соображениям безопасности), таким образом его длина будет на 8 битов меньше чем модуль p, что составляет примерно 1000 бит.
Алгоритм получения k-битного подключа определяется следующим образом:
```
rightmost_k_bits ( OWF ( context_key || x || n || s || context_key ) )
  где:
```

context_key — ключ соединения;

x — ASCII символ «C» (0x43) при создании подключа для алгоритма конфиденциальности, ASCII символ «I» (0x49) при создании подключа для алгоритма целостности; 

n — номер алгоритма в соответствующем разрешенном списке (ASCII символ «0» (0x30), «1» (0x31), и так далее); 

s — «этап» обработки — всегда равняется ASCII символом «0» (0x30), если «k» не больше выходного размера односторонней функции (OWF), в этом случае односторонняя функция считается повторно с увеличением значения «этапа» (каждое выходное значение OWF дописывается к концу предыдущих), до тех пор, пока не будет образовано «k» битов; 

|| — операция конкатенации; 

OWF — соответствующая односторонняя функция.
Примеры:
```
  
MD5 OBJECT IDENTIFIER
 ::= {
          iso(1) member-body(2) US(840) rsadsi(113549)
          digestAlgorithm(2) 5
        }
```

Этот алгоритм является обязательным (MANDATORY).
```
  
SHA OBJECT IDENTIFIER
 ::= {
           iso(1) identified-organization(3) oiw(14) secsig(3)
           algorithm(2) 18
        }
```

Существующие хеш-функции не соответствуют всем свойствам односторонних функций. Поэтому в процессе установления соединения применяется согласование алгоритма получения подключей, что позволяет в будущем согласовывать улучшения односторонней функции со старыми версиями.

### Согласование
В процессе установления соединения в SPKM инициатор предлагает ряд возможных алгоритмов конфиденциальности и целостности данных (в том числе и алгоритмов электронной подписи). Приёмник выбирает, какие алгоритмы будут использоваться в установленном соединении и отсылает подкорректированный список поддерживаемых алгоритмов обратно. В каждом сообщении, передаваемом по установленному соединению, может быть использован любой алгоритм конфиденциальности и целостности, причём указанные на первом месте в списке алгоритмы являются выбранными по умолчанию. Принятые для данного соединения алгоритмы конфиденциальности и целостности определяют значения параметра качества защиты (Quality Of Protection), используемого функциями gss_getMIC() и gss_wrap(), которые вычисляют криптографические коды целостности сообщения и пришивают его к сообщению. Если ответа от приёмника не ожидается (односторонняя аутентификация в SPKM-2), то алгоритмы, предлагаемые источником, и будут использоваться в процессе передачи сообщений. Если же приёмник не поддерживает применяемые алгоритмы, то он посылает маркер завершения соединения (delete token) источнику и соединение разрывается.
Кроме того, в первом маркере установления соединения источник предлагает ряд возможных алгоритмов образования ключа (K_ALG) вместе с ключом (или половиной ключа), отвечающим первому алгоритму в списке. Если этот алгоритм неприемлем, то приёмник должен выбрать один из оставшихся в списке и послать свой выбор вместе с ключом (половиной), отвечающим выбранному алгоритму. Если в присланном приёмнику списке нет поддерживаемого им алгоритма, то он посылает источнику маркер разрыва соединения. При необходимости (если приёмник выбирает двусторонний алгоритм образования ключа, как в случае с использованием алгоритма Диффи-Хеллмана), источник пошлёт свою половину ключа обратно к приёмнику. Наконец, в первом маркере установления соединения источник предлагает ряд разрешённых алгоритмов образования подключей, если же используется односторонняя аутентификация, то предлагается только один алгоритм. Алгоритм (единственный), выбранный приёмником становится алгоритмом получения подключа в установленном соединении.

## Пример установления, использования и разрыва соединения

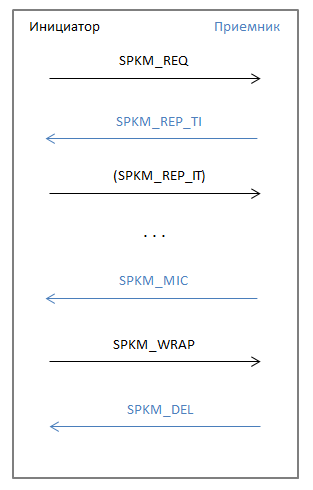
Пример установления, использования и разрыва соединения при помощи маркеров

Для того, чтобы понять механизм работы маркеров, используемых в SPKM, обратимся к примеру установления соединения на основе случайных чисел. Мы не будем рассматривать все доступные маркеры и функции, для ознакомления со всем списком и для просмотра их описания и реализации лучше обратиться к RFC 2025.
На представленной схеме инициатор соединения вызывает функцию gss_init_sec_context(), которая возвращает маркер SPKM_REQ, который затем пересылается приёмнику по используемому сетевому протоколу. Приёмник, получив этот маркер, передает его gss_accept_sec_context(), которая возвращает в качестве результата SPKM_REP_TI. Его приёмник отсылает обратно инициатору. Тот, в свою очередь, использует этот маркер, как входной параметр во время второго вызова gss_init_sec_context(). Если инициатором использовалась односторонняя аутентификация, то на этом установление соединения заканчивается. В противном случае (например, если изначально требуется взаимная аутентификация) gss_init_sec_context() возвращает SPKM_REP_IT, который посылается приёмнику. Тот использует этот маркер во время второго вызова gss_accept_sec_context() и, тем самым, завершает установку соединения. После этого, стороны могут обмениваться маркерами SPKM_MIC и SPKM_WRAP до тех пор, пока одна из сторон не пошлет SPKM_DEL для разрыва соединения.
Маркер SPKM_REQ содержит, среди других полей данных, следующие пункты:
- имена инициатора и приёмника
- новое (каждый раз разное) случайное число
- список доступных алгоритмов конфиденциальности (C-ALGs)
- список доступных алгоритмов целостности (I-ALGs)
- список доступных алгоритмов образования ключа (K-ALGs)
- ключ (или половина), соответствующие первого алгоритму образования ключа в представленном выше списке
- GSS опции соединения (такие как: односторонняя или взаимная аутентификация, использование последовательного и повторного обнаружения и так далее).

Целостность этих данных защищается, а также они подписываются электронной подписью инициатора соединения. Если же он пожелал остаться анонимным, в этом случае целостность защищается при помощи MAC. При необходимости в этом маркере может отсылаться информация о цифровых сертификатах.
Маркер SPKM_REP_TI содержит:
- имена инициатора и приёмника
- случайное число, присланное инициатором
- новое случайное число
- подмножество предлагаемых алгоритмов конфиденциальности (C-ALGs), которые поддерживаются приёмником
- подмножество предлагаемых алгоритмов целостности (I-ALGs), которые поддерживаются приёмником
- альтернативный алгоритм образования ключа (K-ALG) из представленных в списке, если первый не подходит
- половина ключа, соответствующая алгоритму образования ключа инициатора или ключ (половина), соответствующий представленному выше алгоритму
- GSS опции.

Целостность этих данных защищается, а также они подписываются электронной подписью приёмника. Заметим, что подписанное приёмником случайное число инициатора, дает ему гарантию того, что приёмник «живой» и достоверный. В этом маркере может отсылаться информация о цифровых сертификатах, если это было потребовано инициатором в SPKM_REQ.
Если было выбрана взаимная аутентификация, то используется маркер SPKM_REP_IT, содержащий следующие поля:
- имена инициатора и приёмника
- случайное число, посланное инициатором в SPKM_REQ
- случайное число, посланное приёмником SPKM_REP_TI
- (при необходимости) половина ключа, соответствующая алгоритму образования ключа, выбранному приёмником.

Целостность этих данных защищается, а также они подписываются электронной подписью инициатора. Заметим, что подписанное инициатором случайное число приёмника, дает ему гарантию того, что инициатор «живой» и достоверный.
По завершении установления соединения на основе случайных чисел, обе стороны аутентифицированы (без использования меток доверенного времени), ключ соединения был безопасно установлен, два набора алгоритмов (конфиденциальности и целостности) согласованы для использования в соединении операциями MIC и WRAP. Каждый SPKM_MIC, SPKM_WRAP, а также SPKM_DEL маркер может явно указывать соответствующий алгоритм из согласованного списка, который будет использоваться для данных, связанных с маркером, или же использовать алгоритмы «по умолчанию» (то есть первые алгоритмы в каждом из списков).
SPKM_MIC — используется для подписи и проверки целостности данных (gss_sign() / gss_getMIC())
SPKM_WRAP — используется для шифрования (расшифровки) и защиты конфиденциальности данных (gss_seal() / gss_wrap())
SPKM_DEL — для разрыва соединения (gss_delete_sec_context()).
Поэтому маркеры содержат следующую информацию:
- алгоритм целостности или «по умолчанию»
- алгоритм конфиденциальности «или по умолчанию» (только для SPKM_WRAP)
- порядковый номер
- контрольная сумма целостности (вычисляется из данных и представленной выше информации на основе представленного выше алгоритма целостности)
- входные данные (только для SPKM_WRAP).

Этот формат маркеров дает большую гибкость при вызове приложений, чтобы выбрать то качество защиты (QOP), которое подходит для защищаемых данных в пределах установленного соединения.

## Разновидности
Изначально были описаны две разновидности SPKM: SPKM-1 и SPKM-2, основным отличием, которых является то, что SPKM-2 требует наличие меток доверенного времени с целью повторного обнаружения во время установления соединения, а в SPKM-1 не требует. Это обеспечивает большую гибкость для приложений, так как в системе не всегда возможно использование меток доверенного времени. При создании в 2000 году протокола NFSv4 возникла необходимость в механизме, предусматривающем создание защищенного канала со взаимной аутентификацией, где:
1. Как пользователи, так и сервер проводят аутентификацию с использованием сертификатов открытого ключа
2. Сервер устанавливает подлинность по сертификатам открытого ключа, а пользователи по логину и паролю.
3. Клиент остается анонимным, а сервер использует сертификаты открытого ключа.

Так появился SPKM-3, который, используя надстройку LIPKEY, лежит в основе работы сетевых файловых систем. В первую очередь он создан для упрощения процедуры аутентификации. Рассмотрим подробнее этот механизм.
Клиент:
- получает сертификат от сервера
- проверяет, что он подписан доверенным центром сертификации
- генерирует случайный симметричный сессионный ключ
- шифрует свой сессионный ключ открытым ключом сервера
- отправляет зашифрованный сессионный ключ серверу

Таким образом, между клиентом и сервером установлено защищенное соединение, как видно здесь применяется алгоритм Диффи — Хеллмана. Клиент может предоставить свой логин и пароль для аутентификации (или же сертификаты), однако, это не является обязательным, то есть клиент может оставаться анонимным.
Как видно, используемый механизм аутентификации аналогичен TLS, но вместе с простотой и удобством он также унаследовал и главный недостаток — возможность атаки человек посередине.

## GSS-API
GSS-API (англ. Generic Security Service - Application Programming Interface — служба общей безопасности — интерфейс программирования приложений) позволяет приложению аутентифицировать пользователя, соответствующего другому приложению, с целью предоставления ему прав, и применить службы безопасности конфиденциальности и целостности данных для каждого сообщения.
Существует 4 этапа использования GSS-API:
1. Приложение получает ряд удостоверений, с помощью которых оно может доказать свою подлинность другим процессам. При этом удостоверение приложения отвечает глобальной учётной записи, которая может быть, и не связана с локальной.
2. С помощью своих удостоверений пара общающихся приложений устанавливает безопасное соединение, которое представляет собой пару структур данных GSS-API содержащих общую информацию состояния. Эта информация необходима для того чтобы обеспечить применение служб безопасности для каждого сообщения. В качестве этой информации могут выступать криптографические ключи и порядковые номера сообщений. В процессе установления безопасного соединения, инициатор этого соединения должен быть аутентифицирован другой стороной (приёмником), и также может требовать аутентификации приёмника. Инициатор может отдать приёмнику право инициировать безопасные соединения на своих правах, что возможно, если создать ряд удостоверений схожих с удостоверениями инициатора, с тем отличием что их может использовать приёмник. Для того чтобы создать и поддерживать общую информацию, обуславливающую безопасное соединение, определенные GSS-API вызовы возвращают метку структуры данных, которая содержит криптографически защищенные данные. Метка передается в соответствии с выбранным сетевым протоколом и, приняв её, удаленное приложение извлекает необходимую информацию и обновляет состояние безопасного соединения.
3. Для каждого сообщения службы безопасности направлены либо на обеспечение целостности данных и проверки их происхождения, либо ещё и на обеспечение конфиденциальности. При этом данные приложения рассматриваются GSS-API как случайные 8-символьные строки. При передаче сообщения, нуждающегося в защите, приложение вызывает соответствующую GSS-API функцию (например, gss_wrap()), указывая используемое соединение, и посылает полученную метку принимающей стороне. Та в свою очередь передает эту метку соответствующей функции расшифровки и получает исходное сообщение.
4. При завершении сессии обе стороны вызывают функцию разрыва соединения.